# Walentin Stiepankow

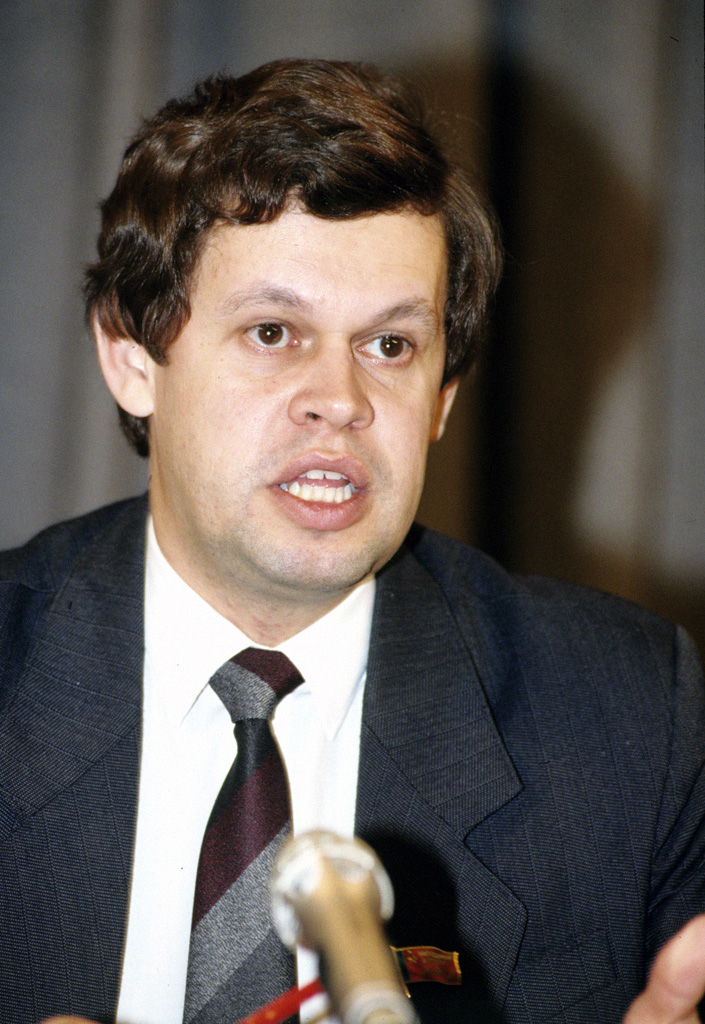
Walentin Stiepankow

Walentin Gieorgijewicz Stiepankow (ros. Валентин Георгиевич Степанко́в; ur. 1951 w Permie).
Absolwent Uniwersytetu Permskiego. Piętnaście lat przepracował w organach prokuratorskich. Prokurator Permu i Kraju Chabarowskiego, w 1991 został I wiceprokuratorem RFSRR (w latach 1991-1993 prokurator generalny tego kraju)..